# Leopold Hofmann (Bobfahrer)
Karl Leopold Albert Hofmann (* 21. Februar 1864 in Oberhof; † 30. Juli 1926 ebenda) war Hofbäckermeister, Konditor und Bobfahrer.

## Beruf
Leopold Hofmann war Besitzer und Betreiber des Cafe Hofmann in Oberhof.

## Sport
Vom 1. Februar 1907 bis 4. Februar 1907 fand in Oberhof das II. Wintersportfest des Thüringer Wintersportverbandes statt. In diesem Rahmen wurde auch ein Bobrennen ausgetragen, das heute offiziell als die 1. Deutsche Meisterschaft im Bobsport gilt. Pilot des Bobs „Deutscher Michel“ war Leopold Hofmann. Zur Mannschaft gehörten F. Herchner, O. Naumann, Dr. W. Tretschke und Dr. Giusti als Bremser.
Leopold Hofmann und seine Mannschaft gewannen damit den erstmals ausgefahrenen Goldpokal des Deutschen Kronprinzen. Dieser Wanderpokal ging 1912 an die Freie Schulgemeinde nach Wickersdorf und ist dort verschollen.